# Вакано, Йост
Йост Вакано (англ. Jost Vacano, род. 15 марта 1934 года) — немецкий кинооператор. Наиболее известные работы в сотрудничестве с режиссёром Полом Верховеном, также в качестве оператора сотрудчинал с другими немецкими режиссёрами.

## Фильмография
- 1966 — Сезон охоты на лисиц закрыт
- 1969 — Сказка 1000 и вторая ночь
- 1971 — Урок немецкого
- 1975 — Поруганная честь Катарины Блюм
- 1976 — Двадцать один час в Мюнхене
- 1976 — Любимое отечество может спать спокойно
- 1976 — Просчет лейтенанта Слейда
- 1977 — Оранжевый солдат
- 1978 — Пятая заповедь
- 1979 — Заводные
- 1981 — Подводная лодка
- 1983 — Ревущие пятидесятые
- 1984 — Бесконечная история
- 1986 — Подцеплен по-крупному
- 1987 — Робокоп
- 1988 — Ракета на Гибралтар
- 1990 — Вспомнить всё
- 1993 — Дикое сердце
- 1995 — Шоугелз
- 1997 — Звёздный десант
- 2000 — Невидимка